# Situação-limite
Na pedagogia de Paulo Freire, uma situação-limite é um obstáculo ou barreira que as pessoas encontram na vida e que devem ser vencidos. Os educandos, geralmente camponeses iletrados, sabem melhor ou pior dos seus condicionamentos, dos limites da sua liberdade. Cabe a eles superá-los através do que Freire chama de atos-limites.
O conceito tem origem no filósofo alemão Karl Jaspers, que o considerava, segundo nota de rodapé do Pedagogia do Oprimido, como "o contorno infranqueável onde terminam as possibilidades". Em Álvaro Vieira Pinto, o conceito deixou de ser pessimista e passou a significar "a margem real onde começam todas as possibilidades". É com esse sentido que o conceito foi adotado por Freire.
Os educandos não devem permanecer nas situações-limites, adotando uma postura fatalista ante elas. Deve, ao contrário, superá-las por meio do inédito-viável:

Paulo Freire propôs o desenvolvimento de um pensamento crítico presente numa pedagogia da denúncia dessas situações-limites e numa pedagogia do anúncio de um inédito-viável a ser buscado e experienciado. Com isso os alunos e alunas, e os homens e mulheres em geral, aprenderão a romper com as situações de opressão e autoritarismo experienciadas, conscientizando-se de sua força transformadora e tornando-se sujeitos capazes de gerar situações-libertadoras.— Streck, Danilo R.; Redin, Euclides; Zitkoski, Jaime José (22 de dezembro de 2015). Dicionário Paulo Freire. [S.l.]: Autêntica